# Oidiodendron truncatum
Oidiodendron truncatum är en svampart som beskrevs av G.L. Barron 1962. Oidiodendron truncatum ingår i släktet Oidiodendron och familjen Myxotrichaceae.   Inga underarter finns listade i Catalogue of Life.